# Rohrbach bei Mattersburg
Rohrbach bei Mattersburg est une commune autrichienne du district de Mattersburg dans le Burgenland.